# Lough Neagh
Le lough Neagh (en irlandais loch nEathach) est un lac situé au centre de l'Irlande du Nord.
La légende veut qu'il ait été formé par le géant Fionn Mac Cumhaill : en se battant contre un rival écossais, il arracha un morceau de terre (d'où le creux occupé par le lac) et le lui lança ; il rata sa cible et le morceau atterrit en pleine mer d'Irlande, créant ainsi l'île de Man.

## Géographie
Avec environ 30 km de long pour 15 km de large, représentant 392 km2, c'est le plus grand lac des îles Britanniques et le troisième plus grand d'Europe occidentale (derrière le Léman et le lac de Constance). Sa profondeur maximale est de 25 mètres.
Le lac est situé à peu près à 30 km à l'ouest de Belfast.
Cinq des six comtés d'Irlande du Nord bordent le lac : Antrim, Armagh, Londonderry, Down et Tyrone. En outre, six districts bordent le lac :
- le borough d'Antrim au nord et au nord-est ;
- la cité de Lisburn à l'est ;
- le borough de Craigavon au sud-est et au sud ;
- le borough de Dungannon and South Tyrone au sud-ouest ;
- le district de Cookstown à l'ouest ;
- le district de Magherafelt au nord-ouest.

Le lit du lac appartient au comte de Shaftesbury mais son eau est propriété publique.

## Écologie
Depuis le début du XXIe siècle, le lough Neagh est envahi par des cyanobactéries responsables d'une épaisse boue verte et gluante, qui libèrent des toxines qui tuent les poissons et dont la décomposition engendre des gaz toxiques qui tuent les cygnes, les oiseaux migrateurs, les chiens et les renards. La croissance des cyanobactéries est facilitée par le développement des moules zébrées, une espèce envahissante originaire de la mer Caspienne qui facilite la pénétration de la lumière solaire en éclaircissant l'eau et qui est insensible aux toxines des cyanobactéries. Ces proliférations et la pollution sont dues au rejet dans le lac des intrants de l'agriculture intensive et des eaux usées. Les riverains accusent l'accord du Vendredi saint d'en être en partie responsable, en raison de la dévolution de la responsabilité de la qualité de l'eau à Waterways Ireland (en), un organisme interétatique chargé des voies navigables dans toute l'île d'Irlande.

## Géologie
Le bassin du lough Neagh est une dépression résultant de nombreux événements tectoniques remontant à 400 millions d'années. Ces événements ont produit une structure rocheuse NE-SO qui a contrôlé de nombreux événements ultérieurs. Au Paléozoïque, le bassin du lough Neagh était un graben.

## Galerie

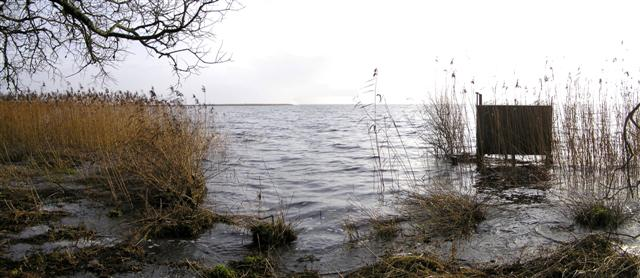
Le lough Neagh à Killywoolaghan (comté de Tyrone).
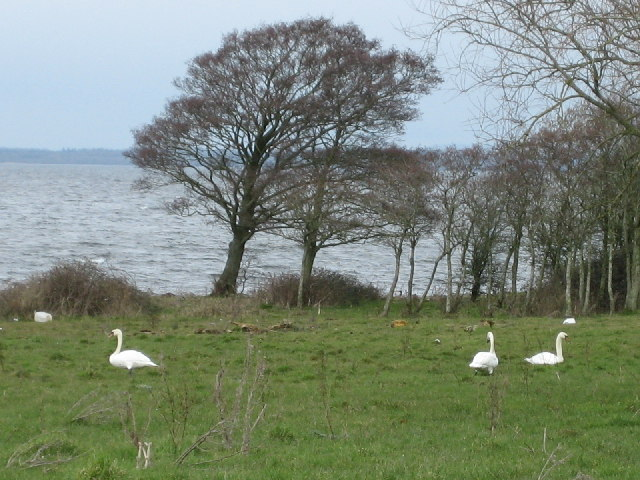
Le lough Neagh près d'Ardmore Point.
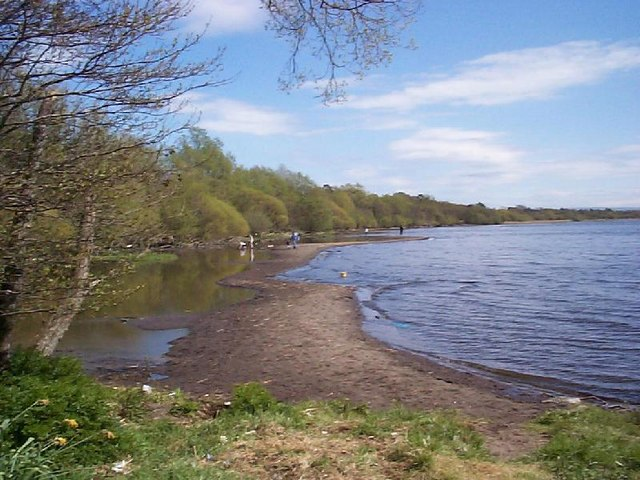
Le Lough Neagh à Shane's Castle (comté d'Antrim).
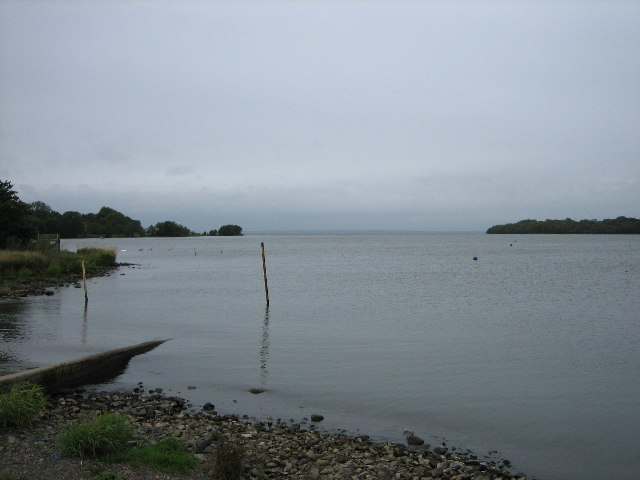
Le lough Neagh à Gawley's Gate (comté d'Antrim).
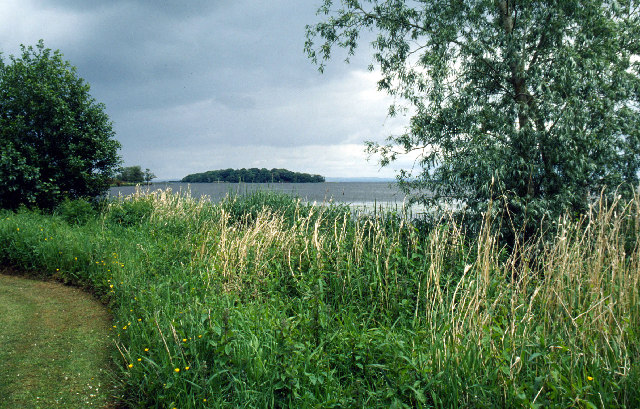
Le lough Neagh à Maghery (comté d'Armagh).
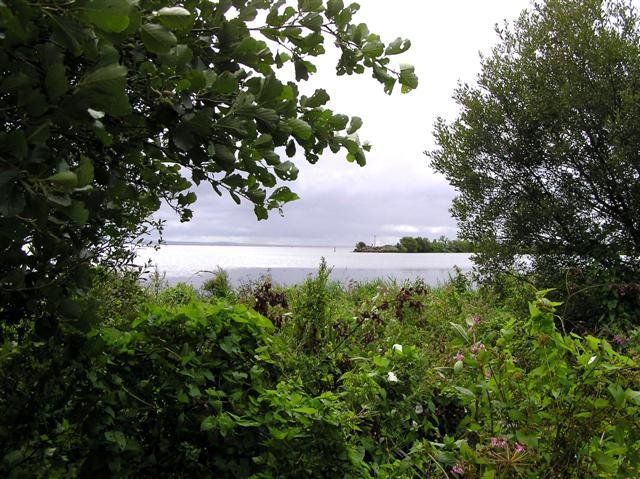
Le lough Neagh à Ballyronan (Comté de Londonderry).